# Ferdinando Aiello
Ferdinando Aiello (Cosenza, 26 novembre 1972) è un politico italiano.

## Biografia

### Attività politica
Durante la sua militanza in Rifondazione Comunista è stato prima consigliere e poi assessore della provincia di Cosenza, per poi divenire nel 2010 consigliere regionale in Calabria.
Il 25 febbraio 2013 viene eletto deputato con Sinistra Ecologia Libertà, il partito di Nichi Vendola.
Vicino al Capogruppo Sel alla Camera Gennaro Migliore, il 17 giugno 2014, dopo la vittoria del Partito Democratico alle elezioni europee 2014, decide di lasciare SEL per aderire al PD. Conclude il proprio mandato parlamentare nel 2018.

### Inchieste giudiziarie
Aiello è stato indagato per peculato nell'ambito dell'inchiesta in merito a presunte irregolarità nell'utilizzo di fondi pubblici, formalmente usati per promuovere l'immagine della Calabria al Festival dei due mondi di Spoleto. Nel 2022 viene assolto in primo grado "perché il fatto non sussiste"; nel luglio 2023 viene definitivamente assolto anche in appello.